# Сьйон
Сьйон (фр. Sion) — місто в Швейцарії, адміністративний центр кантону Вале й округу Сьйон.

## Географія
Місто розташоване на відстані близько 80 км на південь від Берна.
Сьйон має площу 34,9 км², з яких на 34,4 % дозволяється будівництво (житлове та будівництво доріг), 36,1 % використовуються в сільськогосподарських цілях, 23,2 % зайнято лісами, 6,3 % не є продуктивними (річки, льодовики або гори).

## Демографія
2019 року в місті мешкало 34 710 осіб (+9,6 % порівняно з 2010 роком), іноземців було 27,4 %. Густота населення становила 995 осіб/км².
За віковим діапазоном населення розподілялося таким чином: 19,5 % — особи молодші 20 років, 60,7 % — особи у віці 20—64 років, 19,8 % — особи у віці 65 років та старші. Було 15907 помешкань (у середньому 2,1 особи в помешканні).
Із загальної кількості 34 703 працюючих 587 було зайнятих в первинному секторі, 5591 — в обробній промисловості, 28 525 — в галузі послуг.

## Клімат
Місто знаходиться у зоні, котра характеризується морським кліматом. Найтепліший місяць — липень із середньою температурою 19.1 °C (66.4 °F). Найхолодніший місяць — січень, із середньою температурою -0.8 °С (30.6 °F).
| Клімат Сьйона           | Клімат Сьйона | Клімат Сьйона | Клімат Сьйона | Клімат Сьйона | Клімат Сьйона | Клімат Сьйона | Клімат Сьйона | Клімат Сьйона | Клімат Сьйона | Клімат Сьйона | Клімат Сьйона | Клімат Сьйона | Клімат Сьйона |
| Показник                | Січ.          | Лют.          | Бер.          | Квіт.         | Трав.         | Черв.         | Лип.          | Серп.         | Вер.          | Жовт.         | Лист.         | Груд.         | Рік           |
| Абсолютний максимум, °C | 12            | 18            | 21            | 26            | 31            | 31            | 33            | 34            | 30            | 25            | 18            | 13            | 34            |
| Середній максимум, °C   | 3,4           | 6,2           | 10,8          | 15,4          | 19,8          | 23,4          | 26,1          | 24,8          | 21,2          | 16            | 8,8           | 3,9           | 15            |
| Середня температура, °C | −0,8          | 1,6           | 5,3           | 9,4           | 13,7          | 17            | 19,1          | 17,9          | 14,6          | 9,5           | 3,4           | −0,4          | 9,2           |
| Середній мінімум, °C    | −3,8          | −2,1          | 0,8           | 4             | 7,8           | 10,8          | 12,5          | 12            | 9             | 4,5           | −0,1          | −3,3          | 4,3           |
| Абсолютний мінімум, °C  | −16           | −13           | −10           | −2            | 2             | 7             | 9             | 7             | 1             | −4            | −9            | −17           | −17           |
| Норма опадів, мм        | 50.9          | 46.6          | 42            | 35.3          | 48.7          | 54            | 57.8          | 57.2          | 43.8          | 51.5          | 51.5          | 64            | 603.3         |
| Днів з опадами          | 7             | 6,3           | 6,9           | 5,9           | 7,2           | 7,6           | 7,6           | 8,2           | 5,6           | 6             | 6,9           | 7,4           | 75,6          |
| Вологість повітря, %    | 80.7          | 74.5          | 67            | 62.8          | 64.2          | 64.9          | 65.3          | 69.8          | 74            | 78.4          | 80            | 82.9          | 72            |
| ----------------------- | ------------- | ------------- | ------------- | ------------- | ------------- | ------------- | ------------- | ------------- | ------------- | ------------- | ------------- | ------------- | ------------- |
| Джерело: Weatherbase    |               |               |               |               |               |               |               |               |               |               |               |               |               |

## Спорт
У місті базується однойменний футбольний клуб.